# Bouabout Amdlane
Bouabout Amdlane (en àrab بوعبوط أمدلان, Būʿabūṭ Amdlān; en amazic ⴱⵓⴰⴱⵓⴹ ⴰⵎⴷⵍⴰⵏ) és una comuna rural de la província de Chichaoua, a la regió de Marràqueix-Safi, al Marroc. Segons el cens de 2014 tenia una població total de 7.541 persones.